# 斯捷宁岛
斯捷宁岛（俄語：Остров Стенина），前称法萨尔吉岛，是里姆斯基科尔萨科夫群岛中一岛，属滨海边疆区哈桑区，长2.4公里，宽0.9公里，最高点海拔144.3米。